# Atelostomata

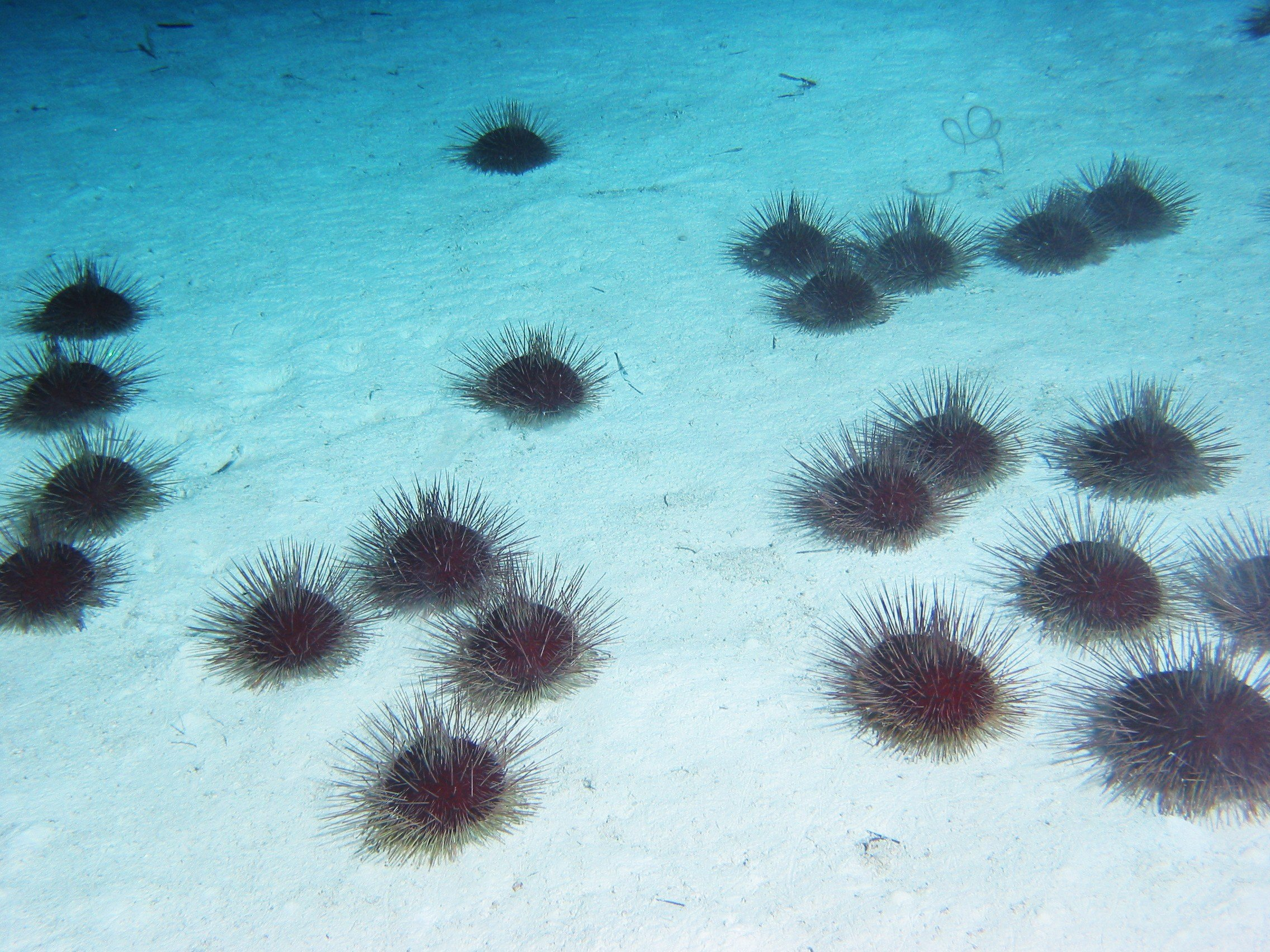
Heterobrissus hystrix.

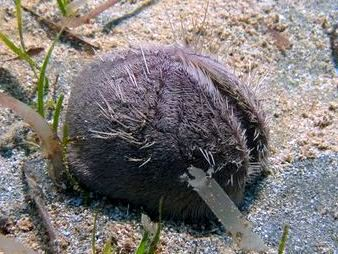
Spatangus purpureus.

Atelostomata é uma superordem de ouriços-do-mar irregulares caracterizados pelas sua morfologia corporal irregular e pela ausência de lanterna de Aristóteles. Presente no registo fóssil desde o Jurássico Inferior, este taxon inclui a ordem Spatangoida, que agrupa ouriços-do-mar cordiformes e muitas espécies consideradas extintas.

## Descrição
A superordem Atelostomata agrupa ouriços-do-mar (Echinoidea) irregulares caracterizados poe apresentarem uma morfologia ovóide (e não globosa como nas formas regulares), por vezes cordiformes (grosseiramente semelhantes a um coração), com a boca num dos extremos e o ânus na outra, o que lhes confere simetria bilateral (e não nas faces oral e aboral).
Outra característica distintiva é a ausência de aparelho bucal do tipo lanterna de Aristóteles, perdida no processo evolutivo que levou à especialização deste grupo como filtrador do sedimento.

## Sistemática
As bases de dados ITIS e NCBI consideram a superordem dividida nas seguintes ordens:
- Ordem Cassiduloida (Claus, 1880)
- Ordem Spatangoida (Claus, 1876)

Segundo a base de dados taxonómicos WRMS a superordem inclui as seguintes ordens:
- Ordem Holasteroida (Durham & Melville, 1957)
- Ordem Spatangoida (L. Agassiz, 1840a)